# Eulithis arctica
Eulithis arctica là một loài bướm đêm trong họ Geometridae.